# Theologiæ doctor

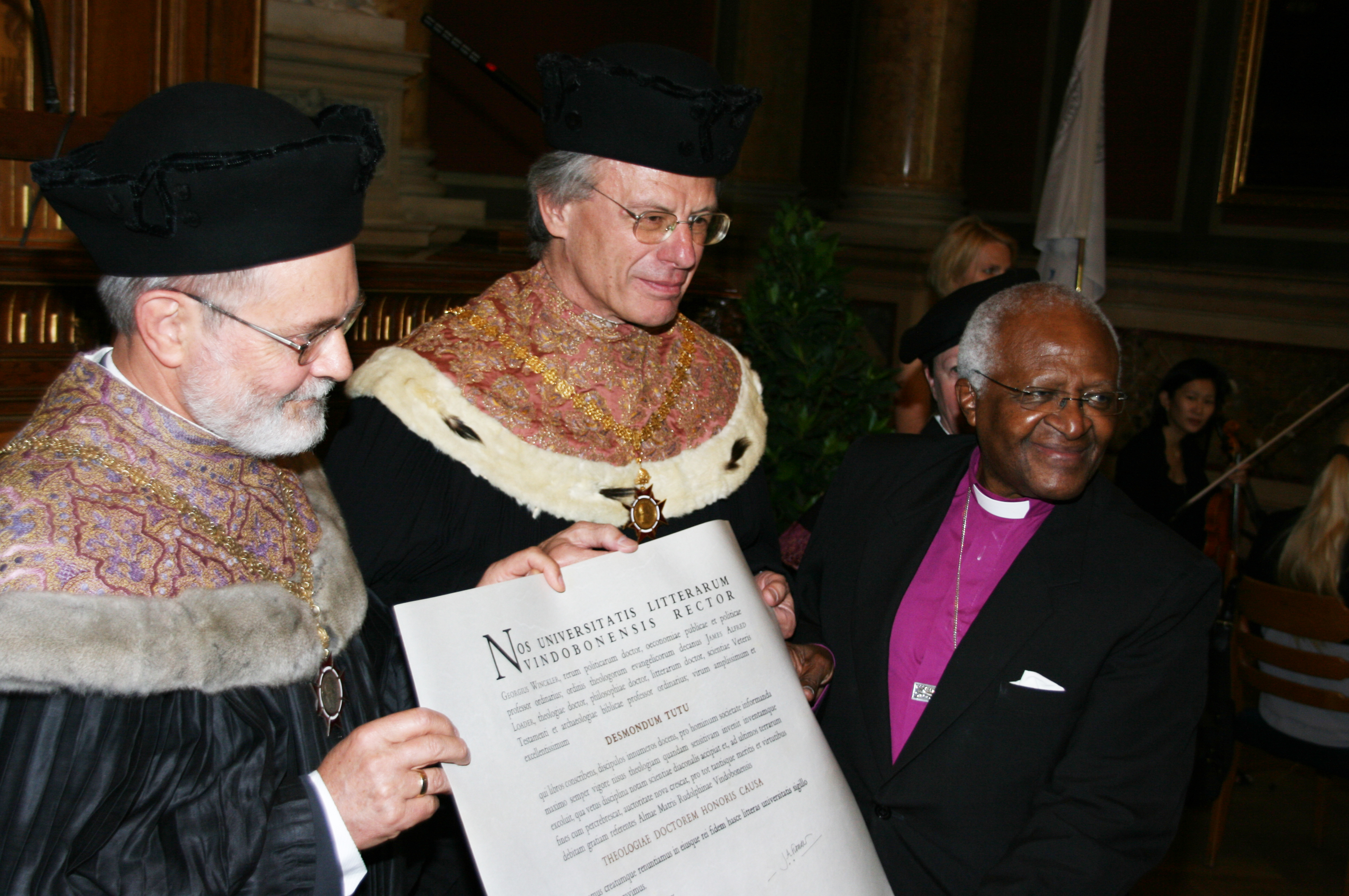
Concesión de un Doctorado en Teología honoris causa a Desmond Tutu (a la derecha), en la Universidad de Viena.

Theologiæ doctor o doctor en Teología (en inglés: Doctor of Theology, forma abreviada DTh, ThD, DTheol o Dr. theol.) es el grado último en la disciplina académica de teología. El ThD es un grado avanzado de investigación en esa disciplina, otorgado por instituciones universitarias o iglesias, equivalente en algunos casos, y según la legislación del país, al de Philosophiæ doctor.

## Terminología
En el estudio académico de la Teología, ciencia humanística profundamente arraigada en las religiones de base cristiana, a los estudiantes de doctorado que terminan su ciclo se les confiere a menudo el título de Doctor en Teología, aunque también puede ser llamado Doctor of Ministry ("doctor en Ministerios Sagrados") o doctor en Sagrada Teología. Sin embargo, el título de Doctor of Ministry es entendido generalmente como un doctorado profesional, no de investigación.

### Estados Unidos
En los Estados Unidos, algunos de los mayores seminarios teológicos comenzaron a ofrecer el título de doctor en Teología (Th.D.) como un equivalente al título de Philosophiæ doctor (PhD). Por ejemplo, en el Princeton Theological Seminary, esta práctica fue heredada del sistema alemán de educación porque muchos de sus profesores procedían de universidades alemanas. El Seminario Teológico de Princeton cambió posteriormente el título a Philosophiæ doctor, título homologado por las universidades estadounidenses. Un cambio similar ocurrió en la Escuela de Teología Harvard en el año 2015. La única Asociación de Escuelas Teológicas que acredita el título de ThD es Duke Divinity School y el Seminario Evangélico.

### Reino Unido
En Reino Unido, el título de doctor en Teología es un programa de doctorado bastante nuevo. Ciertas universidades han comenzado a ofrecer como una forma de práctica de doctorado, comparable a la de Doctor of Ministry de los Estados Unidos. Se trata de ofrecer un doctorado que se distinga por el carácter práctico de la titulación, de cara a la carrera eclesiástica. E incluso algunas universidades británicas han adoptado el término de doctor en Teología Práctica.

## Ejemplos
En junio de 1970 se le confirió el título de candidato a doctor en teología a Vladímir Mijáilovich Gundiáyev, conocido desde el 7 de abril de 1969 como Cirilo I de Moscú, decimosexto patriarca de Moscú y de todas las Rusias. Después de la defensa de la tesis permaneció en la Academia como profesor estipendiado, profesor de teología dogmática y ayudante del inspector de la Academia Conciliar de Leningrado.